# وزارة التربية والتعليم (المالديف)
وزارة التربية التعليم هي القطاع الحكومي في جزر المالديف المسؤول عن التعليم وتزويد المدارس العامة بالتمويل اللازم للمؤسسة التعليمية.
وزارة التربية والتعليم هي المسؤولة عن صياغة وتنفيذ سياسات التعليم. لديها سيطرة على تطوير وإدارة الحكومة والمدارس الابتدائية المدعومة من الحكومة والمدارس الثانوية والكليات الإعدادية والمعهد المركزي. كما يسجل المدارس الخاصة. تم تقديمه في عام 1965 بعد فترة وجيزة من استقلال جزر المالديف عن البريطانيين. حدث ثورة في نظام التعليم في جزر المالديف بعد إدخال وزارة التربية والتعليم.
أظهر مسح لمدارس جزر المالديف في عام 1992 أن العدد الإجمالي للتلاميذ في جزر المالديف كان 73.642 وأن عدد المدارس الحكومية والخاصة كان 32.475 و41.167 على التوالي.